# Шуриц, Александр Давидович
Александр Давидович Шуриц (настоящее имя Исаак; 4 января 1945, Биробиджан, СССР — 27 апреля 2017, Новосибирск, Россия) — художник-график, живописец, член Союза художников СССР (с 1983), член Союза художников России. Иллюстрировал множество книг: Андерсена, Маршака, Чуковского, Гайдара, Волкова.

## Биография
Александр (Исаак) Давидович Шуриц родился в Биробиджане в семье учителя физкультуры Давида Абрамовича Шурица и заведующей областной конторой Госбанка СССР Гени Исааковны Дворкиной. При рождении получил имя Исаак в память о своем дедушке по материнской линии Исааке Дворкине.
С 1962 по 1963 год учился в педагогическом училище Биробиджана на художественно-графическом отделении. После этого работал школьным учителем рисования и черчения. В 1969 окончил факультет промышленных искусств в Московском высшем художественно-промышленном училище (бывшее Строгановское).
С 1969 года жил в Новосибирске попав туда по распределению. Работал в художественно-конструкторском бюро. Сотрудничал с Западно-Сибирским книжным издательством в качестве иллюстратора детской литературы.
С 1971 года служил в армии.
В 1975 году состоялась его первая персональная выставка в Доме ученых. По воспоминаниям заведующей выставочным залом новосибирского Дома ученых Галины Лаевской: 

Один из первых в нашем городе Александр Шуриц разбередил застоявшееся болото так называемой художественной жизни, в котором строго регламентировались сюжеты, способы их отображения (только в рамках соцреализма), номенклатурный стиль поведения. Всем этим «набором» художник не владел. Приехав из Москвы по окончании Строгановского училища, он принес свежее дыхание столичной художественной атмосферы, уже хорошо насыщенной информацией о достижениях и исканиях мирового искусства по регулярным выставкам, которые с усердием посещали все, а особенно — молодые художники
В 1993 году Александр Шуриц посетил Амстердам, где смог увидеть в оригинале «Ночной дозор» Рембрандта.
В конце марта 2017 года художник участвовал в запуске второй очереди кинотеатра «Победа» в Новосибирске. Скончался 27 апреля 2017 года в Новосибирске. О скоропостижной смерти живописца сообщило министерство культуры Новосибирской области. Художник Вадим Иванкин:

Саша — это символ изобразительного искусства Новосибирска, и когда такие люди уходят, это безумно обедняет наше поле изобразительного искусства, которое не такое обильное в городе
Прах художника покоится в колумбарии Новосибирского крематория. На пластине, которая защищает урну с прахом, запечатлён ангел из произведения Александра Шурица.
После себя оставил трёх сыновей.

## Творчество
В период работы в Специальном художественно-конструкторском бюро (СХКБ) Александр Шуриц проиллюстрировал более 100 книг для Западно-Сибирского книжного издательства, с которым он сотрудничал 20 лет. В их числе сборники стихов, сказок, художественная литература, детско-юношеские книги.
С начала 1990-х годов художник занимается исключительно живописью (холст, масло). В его творчестве постепенно возникают несколько направлений: городские женские и мужские типажи, пейзажи, произведения, посвящённые библейским сюжетам и языческой мифологии, портреты людей (преимущественно заказные).
Основные герои произведений — блондинки и ангелы, они наделены своим индивидуальным характером, у каждого своя отличительная внешность, перед каждым из них стоят определённые задачи. Слово «ангел» зачастую попадает и в названия картин: «Ангел ночного клуба», «Анатомия ангела», «Золотой ангел», «Визит ангела», «Ангел в декабре», «Ангел парижского метро».
Новосибирский литератор и публицист Сергей Самойленко сказал о персонажах ангелов следующее: 

О шурицевских ангелах впору писать трактаты. Понятно, что ангелы в его картины залетели как раз из старой живописи, но ясно и то, что в его мире они чувствуют себя комфортно и органично. Они очень современные ангелы…
В многочисленных женских персонажах прослеживаются черты Тамары, жены художника. Её внешность угадывается и в картине «Исполнение желаний», в персонажах цикла «Времена года» и в работе «Зеленая лужайка» (2004), где изображена девушка, одетая в джинсы и лежащая на животе на английском газоне.
Работы мастера находятся в Новосибирском государственном художественном музее, Новосибирском государственном краеведческом музее, художественных музеях и галереях Биробиджана, Новокузнецка, Владивостока, и в частных собраниях в Англии, Бельгии, Германии, Голландии, Израиля, Италии, России, США, Франции, Южной Корее, Японии, стран СНГ.
Картину Александра Шурица «Золотой ангел» поместили на алтарную стену храма Святого Христофора в Бристоле, в этом же храме находится его произведение «Мария Магдалина».

## Персональные выставки
Персональные выставки прошли в разных городах России (Белгород, Новокузнецк, Иркутск, Томск, Омск, Красноярск, Биробиджан). Кроме этого персональные выставки были в Париже, Франкфурте-на-Майне, Риме, Вероне, Венеции, Милане, Брюсселе, Роттердаме. Последние прижизненные персональные выставки: "Сентябрь в городе N " в 2015 году в концертном зале им. Каца, «Стрела Амура» в 2016 году в городском центре изобразительных искусств, «Рандеву» в 2017 году в «Зелёной галерее».

## Награды
- Диплом I степени Всесоюзной выставки книжной графики (1984, Москва),
- Диплом II степени второй зональной выставки «Молодые художники Сибири» (1978, Омск), диплом II степени Всероссийского конкурса искусства книги (1982, Москва),
- Диплом Всероссийского конкурса искусства книжной иллюстрации (1988, Москва),
- Серебряная медаль Академии художеств за произведения представленные на межрегиональной художественной выставке «Моя Сибирь» (2003).